# Wolfgang Buschfort
Wolfgang Buschfort (* 10. März 1961 in Dingden) ist ein deutscher Journalist und Sachbuchautor.

## Leben
Wolfgang Buschfort ist Sohn von Hermann Buschfort. Er hat den akademischen Grad eines Dr. rer. soc. erworben. Er war Journalist bei WDR und ZDF mit dem Schwerpunkt Islamismus und Gesundheitspolitik. Seine Recherchen führten zur Verurteilung des Chefarztes der Essener Universitätsklinik Christoph Broelsch und zur de-facto-Auflösung des islamistischen Vereins HDR – Organisation für Würde und Rechte des Menschen.
Buschfort ist verheiratet und hat einen Sohn. Er ist Mitglied des NRW-Landesvorstands der Arbeitsgemeinschaft für Arbeit in der SPD.

## Schriften
- Das Ostbüro der SPD. München 1990.
- Das Uran zur Bombe – Der Beginn des sowjetischen Uranbergbaus im Erzgebirge, in: Kompaß, H. 9/91, S. 469–472.
- Das Ostbüro der SPD 1946-1981. In: Aus Politik und Zeitgeschichte, Beilage zur Zeitung Das Parlament, B 21/92, Mai 1992, S. 23–32.
- Gefoltert und geschlagen. In: Dieter Rieke (Hrsg.): Sozialdemokraten als Opfer im Kampf gegen die rote Diktatur, Bonn 1994.
- Das Ostbüro der SPD. In: Freiheit und Recht. Nr. 1+2, April 2011, ISSN 0532-6605, S. 9–10.
- Widerstand und Verfolgung von Demokraten im Dritten Reich und in der DDR. Das Fallbeispiel Curt Eckhard. In: Eckhard Jesse, Steffen Kalitz (Hrsg.): Prägekräfte des 20. Jahrhunderts. München 1997, S. 285–304.
- Parteien im Kalten Krieg. Die Ostbüros von SPD, CDU und FDP, Berlin 2001.
- Aufbau des behördlichen Verfassungsschutzes in Nordrhein-Westfalen. In: Vorträge zur deutsch-deutschen Nachkriegsgeschichte. Schriftenreihe des Berliner Landesbeauftragten für die Unterlagen des Staatssicherheitsdienstes der ehemaligen DDR, Bd. 14. Berlin 2001.
- 50 Jahre Verfassungsschutz in Nordrhein-Westfalen. In: Innenministerium des Landes Nordrhein-Westfalen: Verfassungsschutzbericht 1998, Düsseldorf 1999, Teil B, S. 4–11.
- Wie SED und MfS in Westdeutschland Faschisten suchten und sie bei sich selbst übersahen. In: Manfred Agethen, Eckhard Jesse, Ehrhart Neubert (Hrsg.): Der missbrauchte Antifaschismus. Freiburg u. a. 2002, S. 237–247.
- Fritz Tejessy (1895-1964). Verfassungsschützer aus demokratischer Überzeugung. In: Dieter Krüger, Armin Wagner: Konspiration als Beruf, Deutsche Geheimdienstchefs im Kalten Krieg. Berlin 2003, S. 111–131 (auch in der Sonderausgabe unter dem Titel Die Verschworenen. Deutsche Geheimdienstchefs im Kalten Krieg, Berlin 2013).
- Geheime Hüter der Verfassung. Von der Düsseldorfer Informationsstelle zum ersten Verfassungsschutz der Bundesrepublik (1947-1961). Paderborn 2004.
- Kurt Sontheimer, Wilhelm Bleek, Wolfgang Buschfort: Grundzüge des politischen Systems Deutschlands. Piper-Verlag, München Zürich 2004ff.
- Marie Torhorst – die erste deutsche Ministerin. In: Andrea Gawrich, Hans J. Lietzmann (Hrsg.): "Gute Politik" und ihre Zeit. Münster 2005, S. 246–255.
- Das liberale Ostbüro – Widerstand von außen? In: Jahrbuch zur Liberalismus-Forschung, 17. Jahrgang 2005, S. 161–176.
- Schlussstrich statt Sühne, in: Deutschland-Archiv online, https://www.bpb.de/geschichte/zeitgeschichte/deutschlandarchiv/139635/schlussstrich-statt-suehne
- Reiseführer Rhein-Ruhr, Köln, 1996ff. Z. Zt. 10. Auflage 2011.
- Reiseführer Florida, Köln 1997.
- Reiseführer Hongkong, Köln 1997.
- Donald Duck und wilde Natur – Reiseführer Zentralflorida, München 2005.
- Disneyland und kein Ende. Die Disneyparks in der Welt, Düsseldorf 2010.
- Antikommunismus und Antinationalsozialismus, Verwirrung der Begriffe. Zeitschrift Freiheit und Recht. Vierteljahreszeitschrift für streitbare Demokratie und Widerstand gegen Diktatur, 2012/1+2
- Die Ostbüros und der Mauerbau, in: Heiner Timmermann (Hg.) Die DDR zwischen Mauerbau und Mauerfall, Otzenhausen 2012, S. 529–542.
- Parteipolitischer Widerstand in der Frontstadt, Mai 2023 in: http://h-und-g.info/vor-der-mauer-das-alte-westberlin/hermann-buschfort